# Charadrius sanctaehelenae
Il corriere di Sant'Elena (Charadrius sanctaehelenae, Harting 1873) è un uccello della famiglia dei Charadriidae.

## Sistematica
Charadrius sanctaehelenae non ha sottospecie, è monotipico.

## Distribuzione e habitat
Il corriere di Sant'Elena è l'unico uccello endemico e ad habitat terrestre che ancora sopravvive esclusivamente sull'Isola di Sant'Elena. In passato condivideva il suo habitat con altri uccelli endemici che a causa dell'uomo si sono estinti.